# Gunnar Sommerfeldt
Gunnar Ternstrøm Sommerfeldt (4. september 1890 i København – 30. august 1947) var en dansk skuespiller, manuskriptforfatter og filminstruktør der virkede ved Nordisk Films Kompagni i periode 1914 til 1921.
Han startede sin skuespillekarriere som teaterskuespiller på Aarhus Teater i perioden 1911 til 1915. I 1914 kom han til Nordisk Film hvor han blev resten af sin filmkarriere både som skuespiller og instruktør. I starten som skuespiller, senere også som manuskriptforfatter og instruktør, hvor han bl.a. optog flere dokumentarfilm i udlandet.
I 1947 blev han anholdt for hotelbedrageri og døde i arresthuset.

## Filmografi
| Som skuespiller - De kære Nevøer (som Jack Lister, digter, Carsons nevø; instruktør Alfred Cohn, 1914) - Nattens Gaade (instruktør Hjalmar Davidsen, 1915) - Den Vanærede (som Frantz, Max' brodersøn; instruktør Hjalmar Davidsen, 1915) - Kvinden, han mødte (som Zambo; instruktør Hjalmar Davidsen, 1915) - Kærlighed og Mobilisering (som Hansen, Julies forlovede; instruktør Lau Lauritzen Sr., 1915) - Paa Syndens Tærskel (som kunstmaler Hjarl; instruktør Alexander Christian, 1915) - Pro Patria (som løjtnant Alexis von Kirkhowen; instruktør August Blom, 1916) - Kærlighedslængsel (som grev Heinrich von Borgh; instruktør August Blom, 1916) - Spejlets Spaadom (som Baron Edwards; instruktør Hjalmar Davidsen, 1916) - Lykkedrømme (som Norbert; instruktør Hjalmar Davidsen, 1916) - For hendes Skyld (som Franck, James' ven; instruktør Robert Dinesen, 1916) - Dommerens Hustru (som Hans von Fürst, dommer; instruktør Alexander Christian, 1916) - Grevinde Clara (som Grev Albert, Claras mand og Charles Rose; instruktør Hjalmar Davidsen, 1916) - Fyrstindens Skæbne (som Alf Hardy, maler; instruktør George Schnéevoigt, 1916) - Lotteriseddel No. 22152 (som Belling, detektiv; instruktør August Blom, 1916) - Gaardsangersken (som Büchner, pianist; instruktør Alfred Cohn, 1916) - Den største Kærlighed (som John, Marys søn; instruktør August Blom, 1916) - Hotel Paradis (som Von Krakow og dennes voksne søn Cyril; instruktør Robert Dinesen, 1917) - Kærligheds-Væddemaalet (som Erik Valeur, premierløjtnant; instruktør August Blom, 1917) - Mellem de yderste Skær (som Peder Uffe; instruktør A.W. Sandberg, 1917) - Synd skal sones (som Carlos, Philips ven, ingeniør; instruktør Alexander Christian, 1917) - Kvinden med de smukke Øjne (som André, grevindens søn; instruktør Alexander Christian, 1917) - Ansigtet lyver II (som Dr. Arlington, kriminalist; instruktør Alexander Christian, 1917) - Kriminalgaaden i Kingosgade (som Oliver Swift, kriminalist; instruktør Hjalmar Davidsen, 1917) - Ansigtet lyver I (som Dr. Arlington, kriminalist; instruktør Alexander Christian, 1917) - Den ny Kokkepige (instruktør Lau Lauritzen Sr., 1917) - Fiskerlejets Datter (som Poul Gerner, ung kunstmaler; instruktør Hjalmar Davidsen, 1917) - Præstens Datter (som Viggo Almer, skuespiller; instruktør Holger-Madsen, 1918) - Gillekop (som Jacob Pors, digter; instruktør August Blom, 1919) - Rytterstatuen (som Baron von Nobel, billedhugger; instruktør A.W. Sandberg, 1919) - Sicilianerrøverens Bryllup (som Tonio, ingeniør; instruktør Alfred Kjærulf, 1919) - Borgslægtens Historie (som Ketill Örlygsson; egen instruktion, 1920) - Lykkens Galoscher (som kandidat Frimod; egen instruktion, 1921) - Markens grøde (som lensmand Geisler; egen instruktion, Norge, 1921) | Manuskript - Mellem de yderste Skær (instruktør A.W. Sandberg, 1917) - En Lykkeper (egen instruktion, 1918) - Lykkens Galoscher (egen instruktion, 1921) | Som instruktør - En Lykkeper (1918) - Borgslægtens historie (1920) - Lykkens Galoscher (1921) - Markens grøde (Norge, 1921) |